# مورالی (بازیگر مالایالمی)
مورالی (مالایالامی: മുരളി؛ ۲۵ مهٔ ۱۹۵۴ – ۶ اوت ۲۰۰۹) هنرپیشه اهل هند بود.
وی بازیگر فیلم‌هایی همچون حقیقت، عکاس، جمینی، آداوان، دیوارها، عبوس، زنگ‌های عروسی، علامت، معنی و راهنمای معنوی بوده‌است. مورالی همچنین برندهٔ جوایزی همچون جایزه فیلم‌فیر جنوب شده‌است.